# Dicrurus waldenii
Dicrurus waldenii é uma espécie de ave da família Dicruridae.
É endémica de Mayotte.
Os seus habitats naturais são: florestas subtropicais ou tropicais húmidas de baixa altitude, florestas de mangal tropicais ou subtropicais, matagal húmido tropical ou subtropical e plantações .
Está ameaçada por perda de habitat.